# Чистач
Чистач (енгл. The Fixer) је британска драмска телевизијска серија која се дешава у модерној Британији.Снимана је од 2008. године.
Прва епизода, прве сезоне, снимљена је у Кенту.

## Радња
У средишту серије је Џон Мерсер, бивши британски војник специјалних снага, којег је полиција ухапсила због убиства његове тетке и ујака након што је открио да су злостављали његову сестру. Џон Мерсер је пуштен раније из затвора да служи у тајном одељењу државне безбедности као убица подржан од владе одговоран за уклањање криминалаца које закон не може ухватити.

## Улоге
| Глумац          | Улога           |
| --------------- | --------------- |
| Ендру Бучан     | Џон Мерсер      |
| Питер Мулан     | Лени Даглас     |
| Тамзин Атхвејте | Роса Чејмберлен |
| Џоди Лејтам     | Калум Мкензе    |
| Елиса Терен     | Мануела         |
| Лиз Вајт        | Џес Мерсер      |
| Елиот Кауан     | Матеј Симондс   |

## Сезоне
| Сезона | Сезона | Број епизода | Приказивање                           |
| ------ | ------ | ------------ | ------------------------------------- |
|        | 1      | 6 (1 - 6)    | 10. март 2008 — 14. април 2008.       |
|        | 2      | 6 (7 - 12)   | 1. септембар 2009. - 6. октобар 2009. |

## Гледаност
Прву епизоду је одгледало 6,65 милиона гледалаца, а гледаност друге епизоде је опала за 1,4 милиона, привукавши 5,23 милиона гледалаца. Следеће три епизоде имале су 4,75 милиона, 4,81 милиона и 4,80 милиона гледалаца. Последња епизода прве сезоне имала је само 3,84 милиона гледалаца, због емисије која се такмичила против почетка нових епизода на ББЦ-у, која је постигла дупли резултат.
Чистач је добио награду Краљевског телевизијског друштва за најбољу серију.
Због критике и добре оцене коју је добила прва, наручена је друга сезона, која је у септембру 2009. године освојила 4,22 милиона гледалаца. Друга сезона је имала разочаравајуће оцене, падајући на чак 2,82 милиона гледалаца до краја сезоне и није снимљена трећа сезона.
| Датум         | Епизода | Гледаност (милиони) |
| ------------- | ------- | ------------------- |
| 10 Март 2008  | 1       | 6.65                |
| 17 Март 2008  | 2       | 5.23                |
| 24 Март 2008  | 3       | 4.75                |
| 31 Март 2008  | 4       | 4.81                |
| 7 Април 2008  | 5       | 4.80                |
| 14 Април 2008 | 6       | 3.84                |

| Датум             | Епизода | Гледаност (милиони) |
| ----------------- | ------- | ------------------- |
| 1 Септембар 2009  | 1       | 4.22                |
| 8 Септембар 2009  | 2       | 3.88                |
| 15 Септембар 2009 | 3       | 3.39                |
| 22 Септембар 2009 | 4       | 3.31                |
| 29 Септембар 2009 | 5       | 3.21                |
| 6 Октобар 2009    | 6       | 2.82                |

## ДВД
Прва сезона је објављена на ДВД-у у Великој Британији 21. априла 2008. године. Садржи свих шест епизода и документарац о догађајима иза сцене. Друга сезона је објављена 12. октобра 2009. године.